# 張楚
張楚（ちょうそ）は、紀元前209年から紀元前208年まで中国にあった国である。はじめ大楚（だいそ）と号し、後に張楚に改めた。陳勝・呉広の乱を起こした陳勝を王として、陳（現在の河南省周口市淮陽区）を都にしたが、陳勝が殺されて滅んだ。

## 歴史
紀元前209年に蘄県大沢郷で反乱を起こした陳勝と呉広は、まず大楚を称して進軍した。陳を占領すると、ここを都として陳勝が王となり、国号を張楚とした。陳は戦国時代末の一時期に楚が都を置いた地である。秦の時代には淮陽郡の治所であった。
付近で呼応した反乱軍を糾合し、各地に兵を送って急速に勢力を拡大した。だが、西に送り出した軍勢が章邯が率いる秦軍に連敗して戦局は急転した。張楚は陳を失い、逃げた陳勝は部下に殺された。こうして張楚は6カ月で滅んだが、残存勢力はなおも楚を名乗って戦い、最終的に秦を滅ぼすことになった。

## 出土資料にみえる張楚
湖南省益陽市の免子山遺跡で発見された觚（六角柱に字を描いた木簡の一種）に、「張楚之歳」と書かれたものがあった。楚の紀年法では、「張楚之歳」は張楚が興った翌年を意味するが、その頃には既に張楚は滅んでいたので、滅亡後に他の反乱軍、たとえば項梁らが記した可能性がある。また、湖南省長沙市でみつかった漢代の馬王堆漢墓帛書「五星占」の暦にも「張楚」と記されていた。

## 張楚の人物
『史記』陳渉世家による。官職・称号が判明する者のみあげる。
- 陳勝 - 王
- 呉広 - 仮王
- 蔡賜 - 上柱国、房君
- 周文 - 将軍
- 田臧 - 令尹、上将
- 武平君畔 - 武平君、将軍
- 張敖 - 成都君
- 呂臣 - 涓人（侍従）